# Lista orașelor din Slovacia
Această pagină prezintă o listă a orașelor din Slovacia.

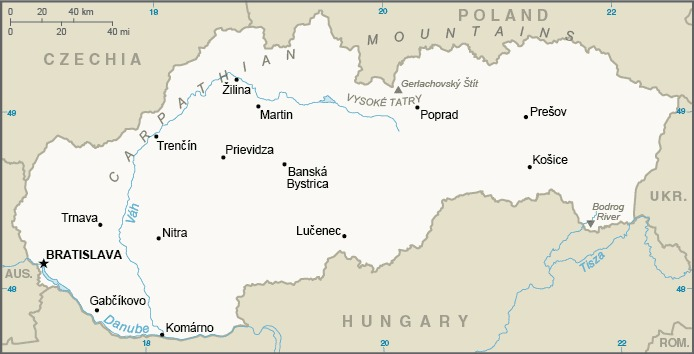
Slovacia

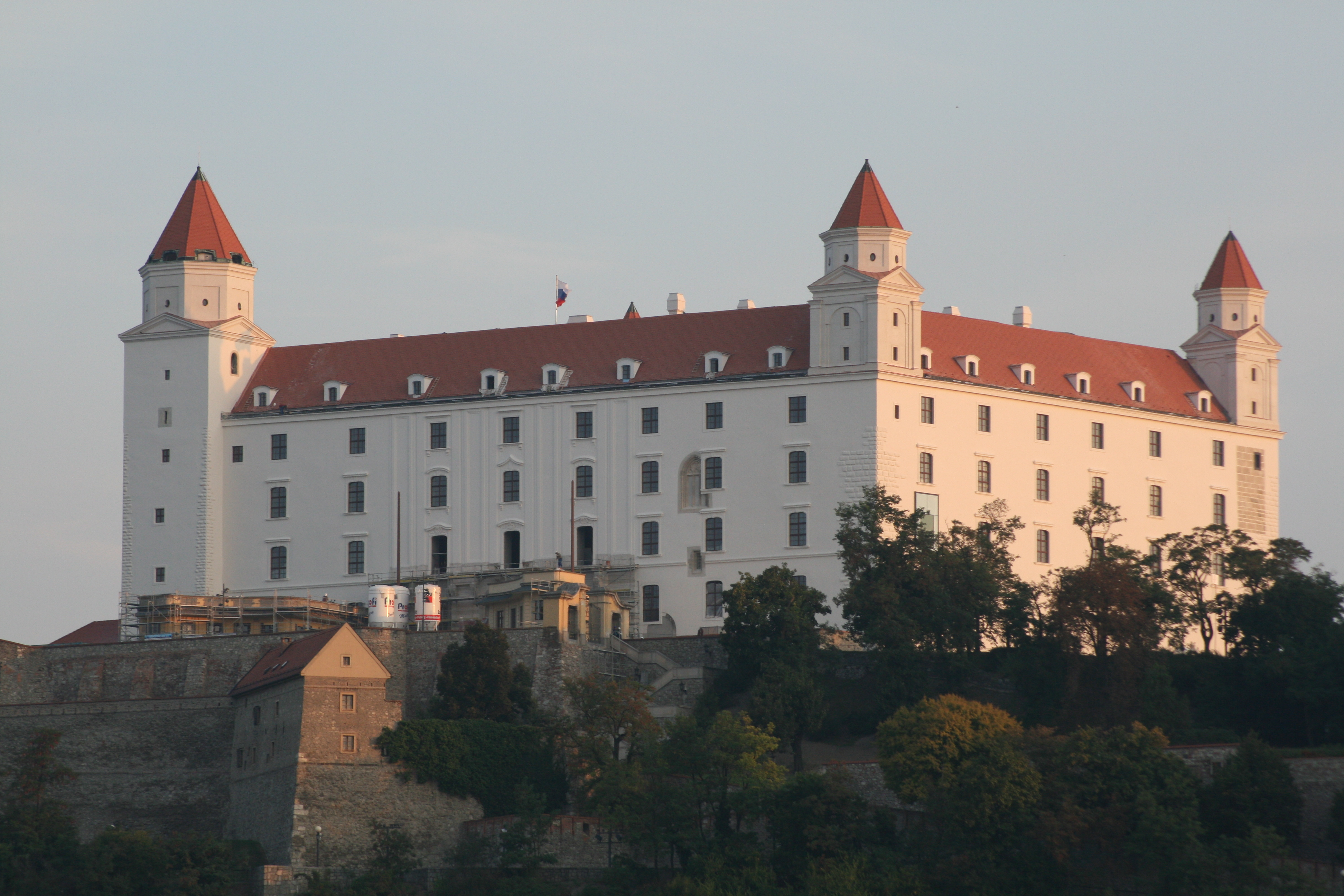
Bratislava

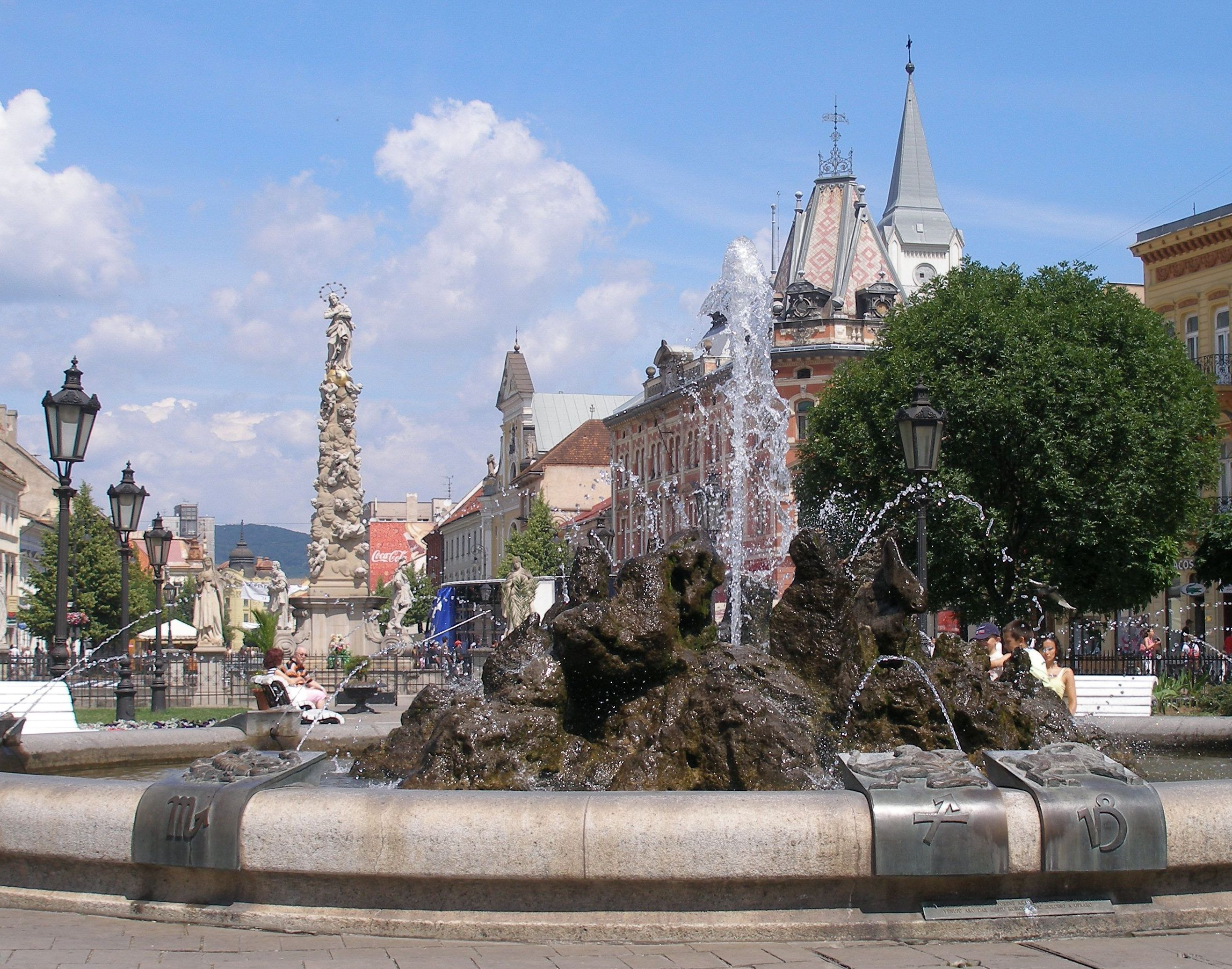
Košice

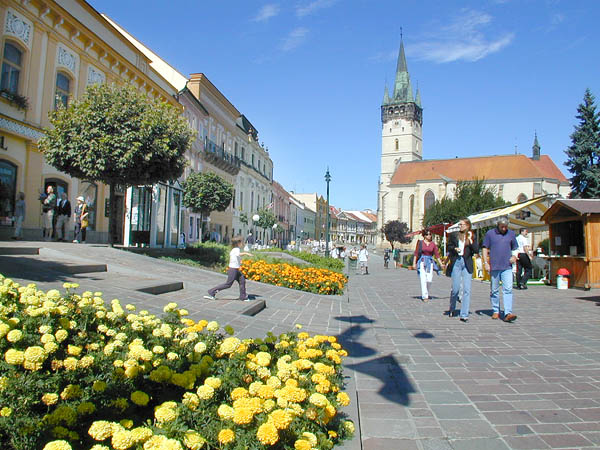
Prešov

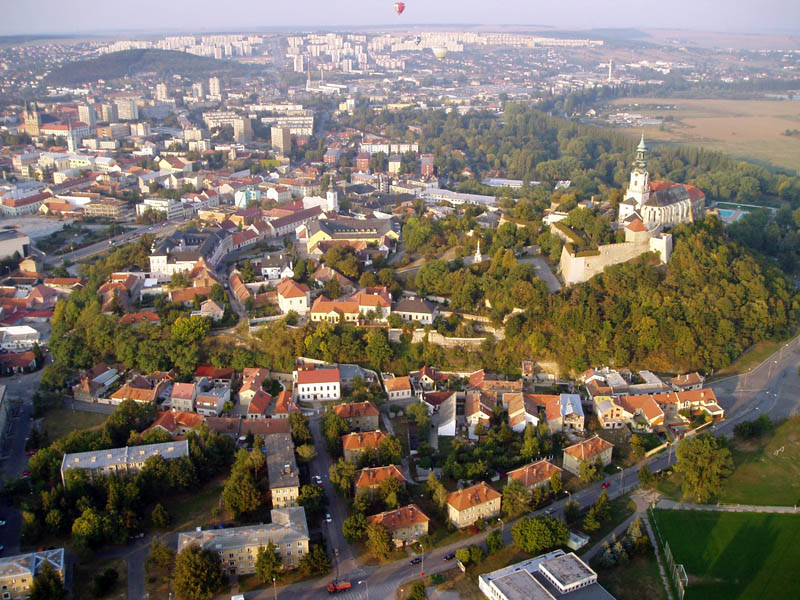
Nitra

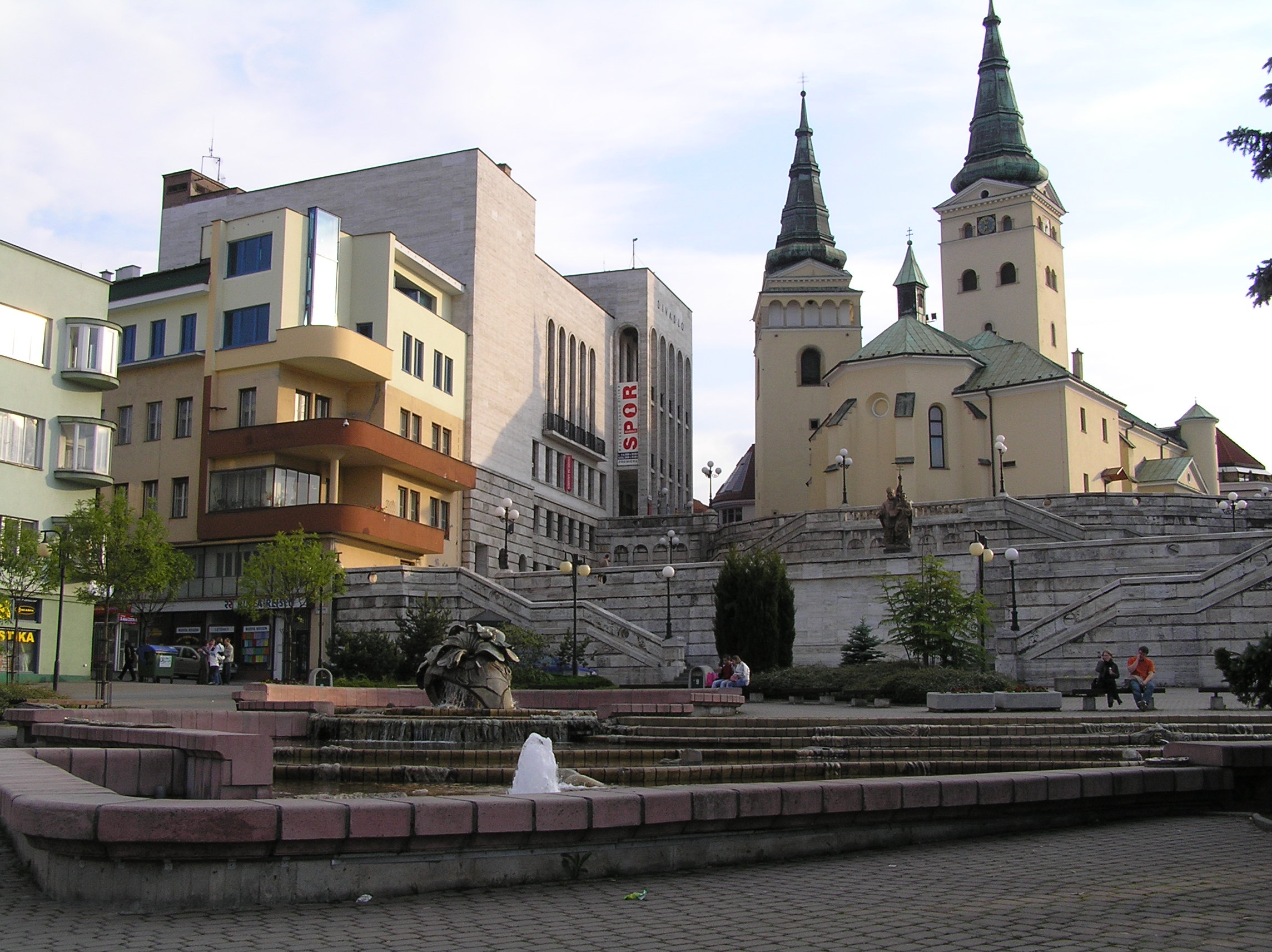
Žilina

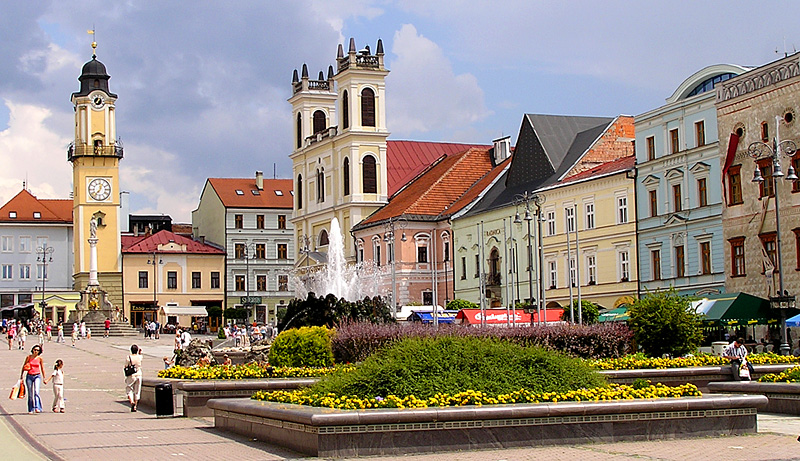
Banská Bystrica

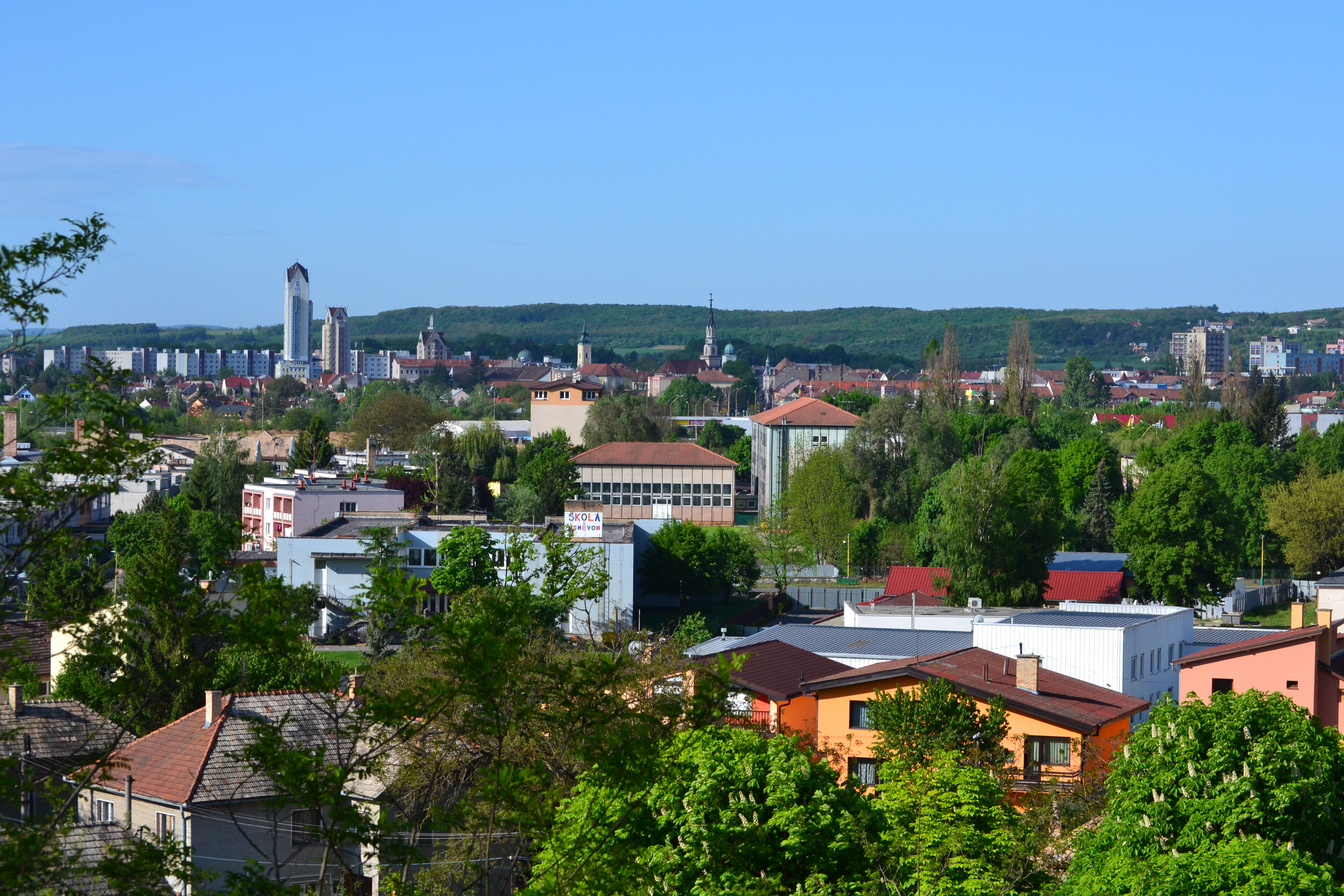
Lučenec

## Orașe
| Orașe în Slovacia |                      |                       |                            |                  |                      |
| Locul             | Nume                 | Nume                  | Nume                       | Recensământ 2001 | Regiune              |
| Locul             | slovacă              | germană               | ungurește                  | Recensământ 2001 | Regiune              |
| 1.                | Bratislava           | Pressburg             | Pozsony                    | 428.672          | Bratislavský kraj    |
| 2.                | Košice               | Kaschau               | Kassa                      | 236.093          | Košický kraj         |
| 3.                | Prešov               | Eperies/Preschau      | Eperjes                    | 92.786           | Prešovský kraj       |
| 4.                | Žilina               | Sillein               | Zsolna                     | 85.579           | Žilinský kraj        |
| 5.                | Nitra                | Neutra                | Nyitr(i)a                  | 82.661           | Nitranský kraj       |
| 6.                | Banská Bystrica      | Neusohl               | Besztercebánya             | 78.724           | Banskobystrický kraj |
| 7.                | Trnava               | Tyrnau                | Nagyszombat                | 70.286           | Trnavský kraj        |
| 8.                | Martin               | (Turz-)Sankt Martin   | Turócszentmárton           | 60.133           | Žilinský kraj        |
| 9.                | Trenčín              | Trentschin            | Trencsén                   | 57.854           | Trenčiansky kraj     |
| 10.               | Poprad               | Deutschendorf         | Poprád                     | 56.157           | Prešovský kraj       |
| 11.               | Prievidza            | Priwitz               | Privigye                   | 53.097           | Trenčiansky kraj     |
| 13.               | Zvolen               | Altsohl               | Zólyom                     | 43.789           | Banskobystrický kraj |
| 14.               | Považská Bystrica    | Waagbistritz          | Vágbeszterce               | 42.773           | Trenčiansky kraj     |
| 12.               | Nové Zámky           | Neuhäus(e)l           | Érsekújvár                 | 43.802           | Nitranský kraj       |
| 15.               | Michalovce           | Großmichel            | Nagymihály                 | 39.948           | Košický kraj         |
| 16.               | Spišská Nová Ves     | (Zipser) Neu(en)dorf  | Igló                       | 39.193           | Košický kraj         |
| 17.               | Komárno              | Komorn                | Komárom                    | 38.321           | Nitranský kraj       |
| 18.               | Levice               | Lewenz                | Léva                       | 36.538           | Nitranský kraj       |
| 19.               | Humenné              | Homenau               | Homonna                    | 35.157           | Prešovský kraj       |
| 20.               | Bardejov             | Bartfeld              | Bártfa                     | 33.247           | Prešovský kraj       |
| 21.               | Liptovský Mikuláš    | Liptau-Sankt Nikolaus | Liptószentmiklós           | 33.007           | Žilinský kraj        |
| 22.               | Piešťany             | Pistyan               | Pöstyén                    | 30.606           | Trnavský kraj        |
| 23.               | Ružomberok           | Rosenberg             | Rózsahegy                  | 30.417           | Žilinský kraj        |
| 24.               | Topoľčany            | Topoltschan           | Nagytapolcsány             | 28.968           | Nitranský kraj       |
| 25.               | Lučenec              | Lizenz                | Losonc                     | 28.332           | Banskobystrický kraj |
| 26.               | Čadca                | Tschadsa              | Csáca                      | 26.699           | Žilinský kraj        |
| 27.               | Dubnica nad Váhom    | Dubnitz an der Waag   | Vágtölgyes                 | 25.995           | Trenčiansky kraj     |
| 28.               | Rimavská Sobota      | Großsteffelsdorf      | Rimaszombat                | 25.088           | Banskobystrický kraj |
| 29.               | Partizánske          | -                     | Simony                     | 24.907           | Trenčiansky kraj     |
| 30.               | Šaľa                 | Schala                | Vágsellye/Sellye           | 24.564           | Nitranský kraj       |
| 31.               | Hlohovec             | Freistadt(l)          | Galgóc                     | 23.729           | Trnavský kraj        |
| 32.               | Dunajská Streda      | Niedermarkt           | Dunaszerdahely             | 23.519           | Trnavský kraj        |
| 33.               | Vranov nad Topľou    | Vronau an der Töpl    | Varannó                    | 22.985           | Košický kraj         |
| 34.               | Brezno               | Bries                 | Breznóbánya                | 22.875           | Banskobystrický kraj |
| 35.               | Trebišov             | Trebischau            | Tőketeres                  | 22.342           | Košický kraj         |
| 36.               | Nové Mesto nad Váhom | Neustadt an der Waag  | Vágújhely                  | 21.327           | Trenčiansky kraj     |
| 37.               | Snina                | Snina                 | Szinna                     | 21.325           | Prešovský kraj       |
| 38.               | Senica               | Senitz                | Szenic/Szenc               | 21.253           | Trnavský kraj        |
| 39.               | Pezinok              | Bösing                | Bazin                      | 21.028           | Bratislavský kraj    |
| 40.               | Bánovce nad Bebravou | Banowitz              | Bán                        | 20.901           | Trenčiansky kraj     |
| 41.               | Dolný Kubín          | Unterkubin            | Alsókubin                  | 19.948           | Žilinský kraj        |
| 42.               | Žiar nad Hronom      | Heiligenkreuz         | Garamszentkereszt          | 19.945           | Banskobystrický kraj |
| 43.               | Rožňava              | Rosenau               | Rozsnyó                    | 19.261           | Košický kraj         |
| 44.               | Púchov               | Puchau                | Puhó                       | 18.833           | Trenčiansky kraj     |
| 45.               | Handlová             | Krickerhau            | Nyitrabánya                | 18.018           | Trenčiansky kraj     |
| 46.               | Malacky              | Malatzka              | Malac(z)ka                 | 17.773           | Bratislavský kraj    |
| 47.               | Sereď                | Sered                 | Szered                     | 17.406           | Trnavský kraj        |
| 48.               | Kežmarok             | Käsmark               | Késmárk                    | 17.383           | Prešovský kraj       |
| 49.               | Kysucké Nové Mesto   | Kischütz-Neustadt     | Kisucaújhely               | 16.558           | Žilinský kraj        |
| 50.               | Galanta              | Galanta               | Galánta                    | 16.365           | Trnavský kraj        |
| 51.               | Stará Ľubovňa        | Altlublau             | Ólubló                     | 16.227           | Prešovský kraj       |
| 52.               | Zlaté Moravce        | Goldmorawitz          | Aranyosmanót               | 15.618           | Nitranský kraj       |
| 53.               | Detva                | Detwa                 | Dettva/Gyetva              | 15.122           | Banskobystrický kraj |
| 54.               | Skalica              | Skalitz               | Szakolca                   | 15.013           | Trnavský kraj        |
| 55.               | Senec                | Wartberg              | Szenc                      | 14.673           | Bratislavský kraj    |
| 56.               | Levoča               | Leutschau             | Lőcse                      | 14.304           | Prešovský kraj       |
| 57.               | Veľký Krtíš          | -                     | Nagykurtös                 | 14.013           | Banskobystrický kraj |
| 58.               | Revúca               | Groß-Rauschenbach     | Nagyrőcze                  | 13.466           | Banskobystrický kraj |
| 59.               | Myjava               | Miawa                 | Miava                      | 13.142           | Trenčiansky kraj     |
| 60.               | Svidník              | Obersvidnik           | Felsővízköz                | 12.428           | Prešovský kraj       |
| 61.               | Nová Dubnica         | Neudubnitz            | Újtölgyes                  | 12.358           | Trenčiansky kraj     |
| 62.               | Sabinov              | Zeben                 | Kisszeben                  | 12.290           | Prešovský kraj       |
| 63.               | Šamorín              | Sommerein             | Somorja                    | 12.143           | Trnavský kraj        |
| 64.               | Štúrovo              | Parkan/Gockern        | Párkány                    | 11.708           | Nitranský kraj       |
| 65.               | Bytča                | -                     | Nagybiccse                 | 11.550           | Žilinský kraj        |
| 66.               | Holíč                | Holitsch              | Holics                     | 11.416           | Trnavský kraj        |
| 67.               | Banská Štiavnica     | Schemnitz             | Selmecbánya                | 10.874           | Banskobystrický kraj |
| 68.               | Stropkov             | Stropko               | Sztropkó                   | 10.874           | Prešovský kraj       |
| 69.               | Kolárovo             | -                     | Gúta                       | 10.823           | Nitranský kraj       |
| 70.               | Šurany               | -                     | Surány                     | 10.491           | Nitranský kraj       |
| 71.               | Stará Turá           | Alt-Turn              | Ótura                      | 10.291           | Trenčiansky kraj     |
| 72.               | Fiľakovo             | Fileck                | Fülek                      | 10.198           | Banskobystrický kraj |
| 73.               | Veľké Kapušany       | -                     | Nagykapos                  | 9.760            | Košický kraj         |
| 74.               | Tvrdošín             | Turdoschin            | Turdossin                  | 9.544            | Žilinský kraj        |
| 75.               | Moldava nad Bodvou   | Moldau an der Bodwa   | Szepsi                     | 9.525            | Košický kraj         |
| 76.               | Vráble               | -                     | Verebély                   | 9.493            | Nitranský kraj       |
| 77.               | Veľký Meder          | -                     | Nagymegyer                 | 9.113            | Trnavský kraj        |
| 79.               | Krompachy            | Krompach              | Korompa                    | 8.812            | Košický kraj         |
| 80.               | Modra                | Modern                | Modor                      | 8.536            | Bratislavský kraj    |
| 81.               | Hriňová              | Hrinau                | Herencsvölgy               | 8.289            | Banskobystrický kraj |
| 82.               | Liptovský Hrádok     | Liptau-Hradek         | Liptóújvár                 | 8.232            | Žilinský kraj        |
| 83.               | Tornaľa              | -                     | Tornalya/Tornalja          | 8.169            | Banskobystrický kraj |
| 78.               | Hurbanovo            | Altdala               | Ógyalla/Ó Gyalla           | 9.022            | Nitranský kraj       |
| 84.               | Námestovo            | -                     | Námesztó                   | 8.135            | Žilinský kraj        |
| 85.               | Stupava              | Stampfen              | Stomfa/Stompfa             | 8.063            | Bratislavský kraj    |
| 86.               | Šahy                 | Eipelschlag           | Ipolyság                   | 8.061            | Nitranský kraj       |
| 87.               | Kráľovský Chlmec     | -                     | Királyhelmecz/Királyhelmec | 8.031            | Košický kraj         |
| 88.               | Krupina              | Karpfen               | Korpona                    | 7.991            | Banskobystrický kraj |
| 89.               | Turzovka             | -                     | Turzófalva                 | 7.854            | Žilinský kraj        |
| 90.               | Sečovce              | -                     | Gálszécs                   | 7.819            | Košický kraj         |
| 91.               | Hnúšťa               | Nusten                | Nyustya                    | 7.557            | Banskobystrický kraj |
| 92.               | Želiezovce           | Zelis                 | Zselíz                     | 7.522            | Nitranský kraj       |
| 93.               | Nová Baňa            | Königsberg            | Újbánya                    | 7.505            | Banskobystrický kraj |
| 94.               | Trstená              | -                     | Trsztena                   | 7.461            | Žilinský kraj        |
| 95.               | Svit                 | -                     | Szvit                      | 7.445            | Prešovský kraj       |
| 96.               | Vrútky               | Ruttek                | Ruttka                     | 7.298            | Žilinský kraj        |
| 97.               | Turčianske Teplice   | Bad Stuben            | Stubnyafürdő               | 7.031            | Žilinský kraj        |
| 98.               | Krásno nad Kysucou   | -                     | Karásznó                   | 6.939            | Žilinský kraj        |
| 99.               | Medzilaborce         | -                     | Mezölaborc                 | 6.741            | Prešovský kraj       |
| 100.              | Žarnovica            | Scharnowitz           | Zsarnócza                  | 6.596            | Banskobystrický kraj |
| 101.              | Gelnica              | Göllnitz              | Gölnicbánya                | 6.404            | Košický kraj         |
| 102.              | Sobrance             | Sobranz               | Szobránc                   | 6.262            | Košický kraj         |
| 103.              | Vrbové               | Werbau                | Verbó                      | 6.249            | Trnavský kraj        |
| 104.              | Nemšová              | -                     | Nemsó                      | 6.136            | Trenčiansky kraj     |
| 105.              | Spišská Belá         | Zipser Bela           | Szepesbéla                 | 6.136            | Prešovský kraj       |
| 106.              | Lipany               | Siebenlinden          | Héthárs                    | 6.130            | Prešovský kraj       |
| 107.              | Poltár               | -                     | Poltár                     | 5.099            | Banskobystrický kraj |
| 108.              | Sládkovičovo         | Diosek                | Dioszeg                    | 6.078            | Trnavský kraj        |
| 109.              | Rajec                | Rajetz                | Rajecz                     | 6.074            | Žilinský kraj        |
| 110.              | Kremnica             | Kremnitz              | Körmöcbánya                | 5.822            | Banskobystrický kraj |
| 111.              | Brezová pod Bradlom  | Birkenhain            | Berezó                     | 5.567            | Trenčiansky kraj     |
| 112.              | Ilava                | Illau                 | Illava                     | 5.411            | Trenčiansky kraj     |
| 113.              | Vysoké Tatry         | -                     | -                          | 5.407            | Prešovský kraj       |
| 114.              | Gbely                | Egbell                | Egbell                     | 5.223            | Trnavský kraj        |
| 115.              | Bojnice              | Weinitz               | Bajmóc                     | 5.006            | Trenčiansky kraj     |
| 116.              | Šaštín-Stráže        | Schoßberg-Strascha    | Sasvár-Strázsa             | 5.005            | Trnavský kraj        |
| 117.              | Dobšiná              | Dobschau              | Dobsina                    | 4.896            | Košický kraj         |
| 118.              | Sliač                | Sliatsch              | -                          | 4.667            | Banskobystrický kraj |
| 119.              | Čierna nad Tisou     | -                     | Tiszacsernyő               | 4.645            | Košický kraj         |
| 120.              | Svätý Jur            | Sankt Georgen         | Szentgyörgy                | 4.614            | Bratislavský kraj    |
| 121.              | Strážske             | Straschke             | Őrmező                     | 4.474            | Košický kraj         |
| 122.              | Trenčianske Teplice  | Trentschin-Teplitz    | Trencsénteplic             | 4.438            | Trenčiansky kraj     |
| 123.              | Nováky               | -                     | Nyitranovák                | 4.402            | Trenčiansky kraj     |
| 124.              | Tlmače               | -                     | Garamtolmács               | 4.305            | Nitranský kraj       |
| 125.              | Tisovec              | Theißholz             | Tiszolc                    | 4.215            | Banskobystrický kraj |
| 126.              | Medzev               | Metzenseifen          | Mecenzéf                   | 4.196            | Trnavský kraj        |
| 127.              | Giraltovce           | -                     | Girált                     | 4.189            | Prešovský kraj       |
| 128.              | Veľký Šariš          | Großscharosch         | Nagysáros                  | 4.018            | Prešovský kraj       |
| 129.              | Leopoldov            | Leopold(neu)stadtl    | Újvároska                  | 3.999            | Trnavský kraj        |
| 130.              | Spišské Podhradie    | Kirchdrauf            | Szepesváralja              | 3.780            | Prešovský kraj       |
| 131.              | Hanušovce nad Topľou | -                     | Tapolyhanusfalva           | 3.582            | Prešovský kraj       |
| 132.              | Spišské Vlachy       | Wallendorf            | Szepesolaszi               | 3.550            | Košický kraj         |
| 133.              | Jelšava              | Eltsch                | Jolsva                     | 3.287            | Banskobystrický kraj |
| 134.              | Podolínec            | Pudlein               | Podolin                    | 3.173            | Prešovský kraj       |
| 135.              | Rajecké Teplice      | Bad Rajetz            | Rajecfürdő                 | 2.677            | Žilinský kraj        |
| 136.              | Spišská Stará Ves    | Alt(en)dorf           | Szepesófalu                | 2.340            | Prešovský kraj       |
| 137.              | Dudince              | Dudintze              | Gyűgy                      | 1.500            | Banskobystrický kraj |
| 138.              | Modrý Kameň          | Blauenstein           | Kékkő                      | 1.434            | Banskobystrický kraj |